# Opius abditus
Opius abditus är en stekelart som beskrevs av Fischer 1960. Opius abditus ingår i släktet Opius och familjen bracksteklar. Inga underarter finns listade i Catalogue of Life.